# Helga Huffelpuf
Helga Huffelpuf (Engels: Helga Hufflepuff) is een personage uit de serie boeken over Harry Potter van de Engelse schrijfster J.K. Rowling.
Zij is een van de vier stichters van Zweinstein, de aloude Hogeschool voor Hekserij en Hocus-Pocus. De andere stichters van Zweinstein zijn:
- Goderic Griffoendor
- Zalazar Zwadderich
- Rowena Ravenklauw (zij was ook een goede vriendin van Huffelpuf)

De afdeling Huffelpuf is naar haar vernoemd, ze was voor gelijkheid en sociaal gedrag, en stond ook bekend om deze eigenschappen. De andere afdelingen van de school zijn Griffoendor, Ravenklauw en Zwadderich. Het laatste bekende erfstuk van Helga Huffelpuf is een kleine gouden kelk met twee mooi bewerkte handvatten, en een gegraveerde das op de voorzijde.